# Koppingesjön
Koppingesjön är en sjö i Älmhults kommun i Småland och ingår i Helge ås huvudavrinningsområde. Sjön har en area på 0,469 kvadratkilometer och ligger 151 meter över havet. Vid provfiske har gädda och sutare fångats i sjön.

## Delavrinningsområde
Koppingesjön ingår i det delavrinningsområde (627492-140968) som SMHI kallar för Utloppet av Södra Virestadsjön. Medelhöjden är 152 meter över havet och ytan är 22,59 kvadratkilometer. Räknas de 12 avrinningsområdena uppströms in blir den ackumulerade arean 329,14 kvadratkilometer. Avrinningsområdets utflöde Helge å mynnar i havet. Avrinningsområdet består mestadels av skog (53 procent). Avrinningsområdet har 4,04 kvadratkilometer vattenytor vilket ger det en sjöprocent på 17,9 procent.